# Musée d'art local de Maroua
 (mars 2025).
La mise en forme du texte ne suit pas les recommandations de Wikipédia : il faut le « wikifier ».
Les points d'amélioration suivants sont les cas les plus fréquents :
- Les titres sont pré-formatés par le logiciel. Ils ne sont ni en capitales, ni en gras.
- Le texte ne doit pas être écrit en capitales (les noms de famille non plus), ni en gras, ni en italique, ni en « petit »…
- Le gras n'est utilisé que pour surligner le titre de l'article dans l'introduction, une seule fois.
- L'italique est rarement utilisé : mots en langue étrangère, titres d'œuvres, noms de bateaux, etc.
- Les citations ne sont pas en italique mais en corps de texte normal. Elles sont entourées par des guillemets français : « et ».
- Les listes à puces sont à éviter, des paragraphes rédigés étant largement préférés. Les tableaux sont à réserver à la présentation de données structurées (résultats, etc.).
- Les appels de note de bas de page (petits chiffres en exposant, introduits par l'outil «  Source ») sont à placer entre la fin de phrase et le point final[comme ça].
- Les liens internes (vers d'autres articles de Wikipédia) sont à choisir avec parcimonie. Créez des liens vers des articles approfondissant le sujet. Les termes génériques sans rapport avec le sujet sont à éviter, ainsi que les répétitions de liens vers un même terme.
- Les liens externes sont à placer uniquement dans une section « Liens externes », à la fin de l'article. Ces liens sont à choisir avec parcimonie suivant les règles définies. Si un lien sert de source à l'article, son insertion dans le texte est à faire par les notes de bas de page.
- La présentation des références doit suivre les conventions bibliographiques. Il est recommandé d'utiliser les modèles {{Ouvrage}}, {{Chapitre}}, {{Article}}, {{Lien web}} et/ou {{Bibliographie}}. Le mode d'édition visuel peut mettre en forme automatiquement les références.
- Insérer une infobox (cadre d'informations à droite) n'est pas obligatoire pour parachever la mise en page.

Pour une aide détaillée, merci de consulter Aide:Wikification.
Si vous pensez que ces points ont été résolus, vous pouvez retirer ce bandeau et améliorer la mise en forme d'un autre article.
̪Le musée d'art local de Maroua, créé en 1955, est un musée public placé sous l’autorité du délégué régional du Ministère des arts et de la culture (Minac) de l’Extrême-Nord Cameroun. Il se situe à Maroua, département du Diamaré, capitale  de la région de l’extrême Nord Cameroun. Il est un centre de conservation, d’exposition du patrimoine de la ville et de la région.

## Historique

### Débuts et projet
Le musée d'art local de Maroua est un musée public. Il voit le jour pendant la période de l'administration française en 1955. Ce musée se trouve à Maroua, chef lieu de la région de l'Extrême Nord. Le musée nait d'une volonté de sauvegarde des cultures, un soucis de protection face aux mutations sociales rapides qui s'imposent dans le continent noire.  Le centre de recherche de l'Institut Fondamentale Afrique Noire en abrégé IFAN est donc transformé en musée sous la houlette de Mesle, directeur de l’IFAN et conservateur du musée créé. L'institution devient alors un héritage, car après les indépendances de 1960, l'état indépendant du Cameroun français prend possession du musée en 1990 et le baptise « musée d’art local de Maroua ». 

### Missions
Ce musée a pour mission la conservation, l’exposition du patrimoine artistique de la ville et de la région.

## Administration

### Promoteur, tutelle et direction/gestion du musée
Le musée d'art local de Maroua est placé sous l’autorité du délégué régional du Ministère des arts et de la culture (Minac) de l’Extrême-Nord Cameroun.

### Financements
Le musée fonctionne grâce au subvention qu'accorde l'Etat du Cameroun. La fréquence réduite des touristes ne favorise pas l'auto gestion financière du musée. 

## Collections
Le musée d’art local de Maroua qui jadis était garni d'objets est depuis quelques années  dépourvu de collections.  Il a un fonctionnement temporaire en ce sens qu'il ouvre ses portes uniquement lors des visites programmées. Son existence actuelle est remis en cause. La problématique des collections non permanentes a conduit certains auteurs comme Wassouni à le qualifier « d'être tout sauf un musée»  .

## Boutique artisanale
Dans ce musée, l'on trouve les produits artisanaux tels que les sacs à base de cuir, les chaussures artisanales, les cache-sexes, les produits dérivés et les œuvres littéraires.